# Soul Eater
Soul Eater (japonsky ソウルイーター, Sóru ítá) je japonská manga, kterou nakreslil a napsal Acuši Ókubo. Příběh se odehrává ve fiktivní škole Šibusen cvičící k boji s čarodějnicemi lidi, kteří se umí přeměnit ve zbraně, a jejich uživatele. Tyhle dvojice se snaží získat 99 duší se zárodky kišina – démona šílenství – a jedné duše čarodějky, aby se zbraň mohla stát tzv. kosou smrti pro Šinigamiho, ředitele školy.

Manga poprvé vyšla v roce 2003 v časopisu Gekkan šónen Gangan a její celkový počet svazků je dvacet pět, přičemž poslední svazek vyšel v roce 2013. V roce 2008 vznikla stejnojmenná anime adaptace mangy o 51 dílech, kterou vyrobilo studio Bones. V Česku vysílá tento seriál stanice Animax a AXN Sci-Fi pod názvem Bohové smrti. V letech 2011 až 2014 vytvořil Acuši Ókubo spin-off s názvem Soul Eater Not!, který se rovněž dočkal anime adaptace, a to v roce 2014.